# Rangeomorpha

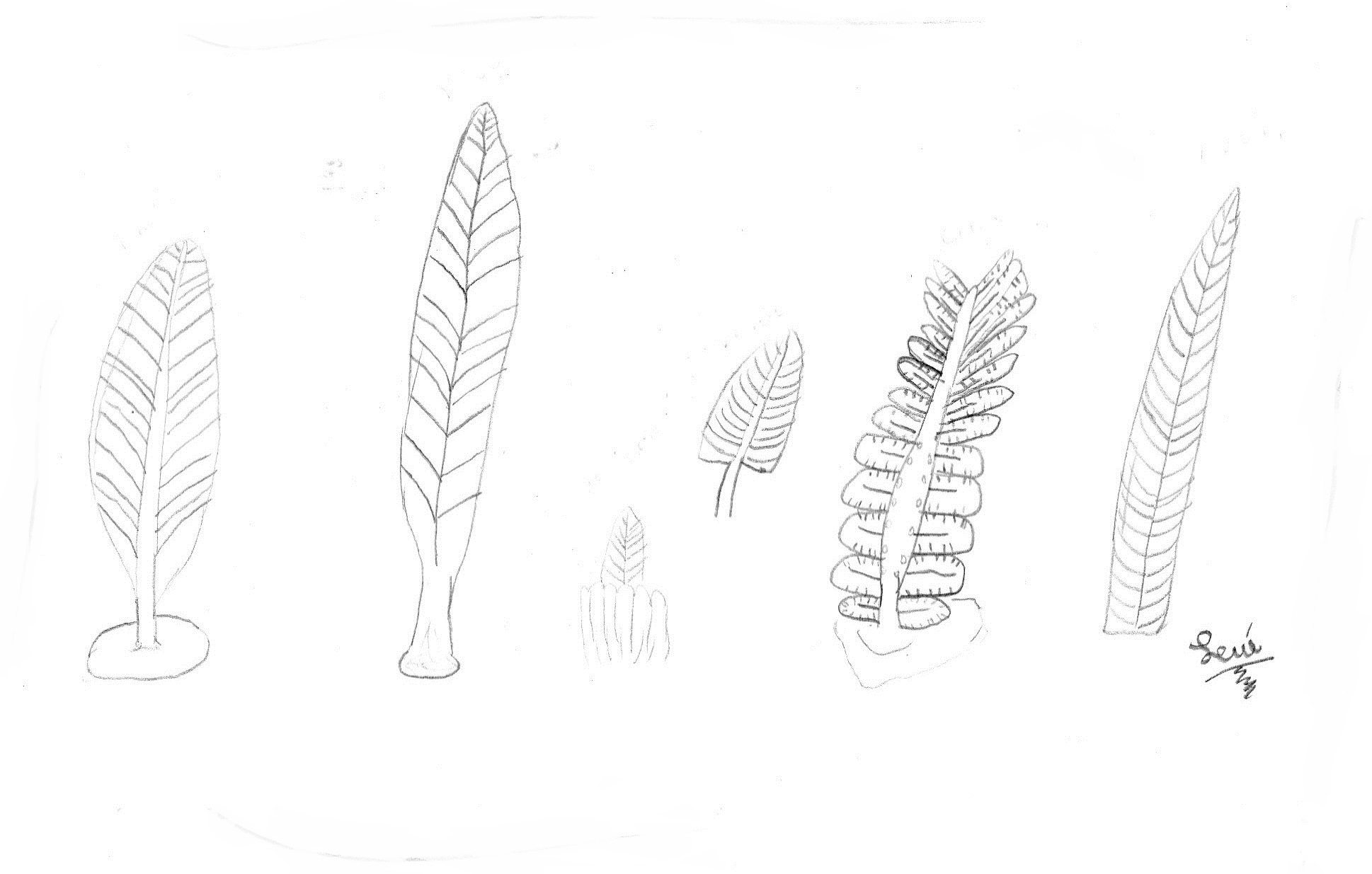
Exemplos de Rangeomorpha.

Os rangeomorfos são um grupo de fósseis do Ediacarano. São os organismos fósseis grandes mais antigos da Terra, e muitos não são relacionados a nenhum organismo vivo atual.